# Своя игра
Своя игра е руско интелектуално телевизионно състезание, създадено през 1994 г. Започва съществуването си по лиценз и като аналог на американската викторина Jeopardy!, но впоследствие развива и някои свои промени в правилата. Водещ е актьорът Пьотър Кулешов.
Участват трима играчи, като всеки от тях отговаря на въпроси с различна стойност. При верен отговор играчът печели съответното количество точки, но при грешка те се отнемат от актива му.

## Регламент
От 1994 до 2001 г. състезанието се провежда в три рунда – Син рунд, Червен рунд и Своя игра (финален рунд). В първите два рунда играчите отговарят на по 5 въпроса от 6 различни теми, като стойностите на въпросите са 100, 200, 300, 400 и 500 точки в първи рунд, докато във втория стойността се удвоява. В рамките на състезанието може да се падне „Въпрос-аукцион“, при който играчите наддават, за да получат право да отговорят. При попадане на „Котка в чувал“ играчът е длъжен да даде правото на отговор на един от своите съперници.
От есента на 2001 г. е добавен още един рунд, а типична за втория рунд става рубриката „Въпроси от...“, в която въпросите се задават от сътрудници на различни музеи и културни учреждения, известни личности, дейци на изкуството.
Във финалния кръг водещият предлага 7 теми, като участниците премахват темите една по една, докато не остане една, от чиято сфера е последният въпрос. Във финалния рунд играчите залагат определена сума от актива си и победител става участникът с най-голям резултат.

## Турнири
През годините наградите и турнирният формат, който излъчва годишните победители, се променят. От старта на програмата до 1996 г. се провежда „Автомобилната купа“, като всеки, спечелил пет поредни игри, печели нов автомобил. Този формат се завръща през 2004 г., но след всяка игра победителят решава дали да продължи да играе, или да се пробва да намери ключовете от автомобила в една от 30 различни клетки. Една победа дава правото да се отключи 1 клетка, при втора победа още 2. Например при 5 победи могат да се отворят 15 клетки (1+2+3+4+5). През 2008, 2009 и 2011 г. турнирът се провежда в същия формат.
Между 1996 и 2000 г. се провежда „Златната дузина“ – играчите трябва да победят, за да влязат в златната дузина и да продължат напред в турнира, като чрез елиминации се достига до финала на годината. Този формат се провежда също през 2006/2007 и 2014/15. От 2021 г. играта се провежда в подобен турнир – „Златната девятка“.
Между 2000 и 2003 г. се играе турнирът "Купа „Предизвикателство". Отборът на гросмайсторите, състоящ се от 7 многократни победители в състезанието, определя кой негов член ще играе срещу двама претенденти. Отборът трябва да остане с поне 1 член в рамките на 50 игри, за да спечели 7 килограма пари. До 2002 г. при загуба гросмайсторът отпада от отбора, като в първите два сезона на турнира никой от тях не остава до финала. В третото издание на Купата Александър Друз, Юрий Хашимов и Дмитрий Белявски оцеляват на 48-ата игра, с което и носят победа за отбора. В четвъртия сезон на турнира правилата са променени. Гросмайсторският отбор е разширен до 9 души като при загуба гросмайсторът отпада от отбора, но победителят от играта заема гросмайсторското място. Във финалния етап деветимата останали в отбора се борят за главния приз – сбор от спечелените суми от всички игри досега.
През 2005 г. се провеждат „Комбинирани купи“, като победителят продължава участието си в следващия епизод и след всеки успех има правото да се откаже с натрупатаната досега сума, а ако продължи, рискува при загуба да изгуби всичко. От 2015 до 2018 г. „линейната“ схема е приложена в „Цикъла на безкрайните победи“, като в края на всяка година се провеждат финали с участието на участниците с най-много победи.
Състезанието чества и своите юбилеи със специални формати. В „Юбилейните игри“ участват най-добрите играчи от различни години. Подобен е регламентът в турнира „Три поколения“ през 2010 г. и новогодишния мини турнир през 2011 г.
През 2012, 2013 и 2019 г. се провеждат отборни турнири, като тимовете са съставени от представители на различни градове.
През 2020 г. се провежда цикълът минитурнири „През тръните към звездите“, като дебютантите и опитните играчи са разделени в два различни потока.

## Излъчване
От 1994 до 1997 г. играта се излъчва по РТР. От януари 1997 до декември 1999 г. предаването е в ефира на НТВ. Спряно е поради изтичането на договора в края на 1999 г., а по друга версия поради старта на Стани богат по същия канал.
През 2000 г. шоуто е в ефира на ТВ6. От януари до септември 2001 г. „Своя игра“ не се излъчва, докато продуцентът на НТВ Александър Олейников не способства завръщането ѝ в програмата на телевизията. Оттогава предаването се излъчва през уикендите, а от 2002 г. излиза в лятна ваканция през юли и август.
През ноември 2012 г. НТВ не удължава договора с продуцентската компания Студио 2В, която произвежда играта, поради съкращение на бюджета. След многочислени критики обаче решението е отменено и още през декември играта се завръща в ефир с ново студио и качество на картината 16:9.